# 特攻野郎Aチーム
特攻野郎Aチーム（とっこうやろう エー チーム、原題：The A-Team）は、1983年1月23日から1987年3月8日まで4年にわたって全98話がアメリカのNBCで制作・放送されたテレビドラマ。

## 概要
アメリカ陸軍コマンド部隊出身の腕利き四人組「Aチーム」がその技術を生かして、無法者に脅かされている人々の依頼で悪と戦うアクションドラマ。悪者・Aチーム・MP三者の視点からなるストーリー展開、それぞれ個性的で愉快なAチームと、痛快なアクション、日用品を利用したDIY精神溢れる作戦が本作品最大の特徴。
アメリカのアクションドラマでありながら、全話を通してミッション遂行時に死者が出ないよう描かれているのが最大の特徴となっている。
日本では1985年5月12日に「必殺！Aチーム 俺たち命知らずの仕置屋軍団・(秘)作戦！メキシコゲリラを壊滅せよ」のタイトルでパイロット版をまた、ラインナップされている前後2話になっているエピソード等を2時間に編集して日曜洋画劇場の映画枠で放送された。TVシリーズは1985年10月19日から1988年11月12日にかけてテレビ朝日で毎週土曜日15:00 - 15:55に放送された。日本語版ではオープニングにレギュラーキャストの前口上がオリジナルで追加されている。
2010年には「特攻野郎Aチーム THE MOVIE」のタイトルで映画化もされている。

## ストーリー

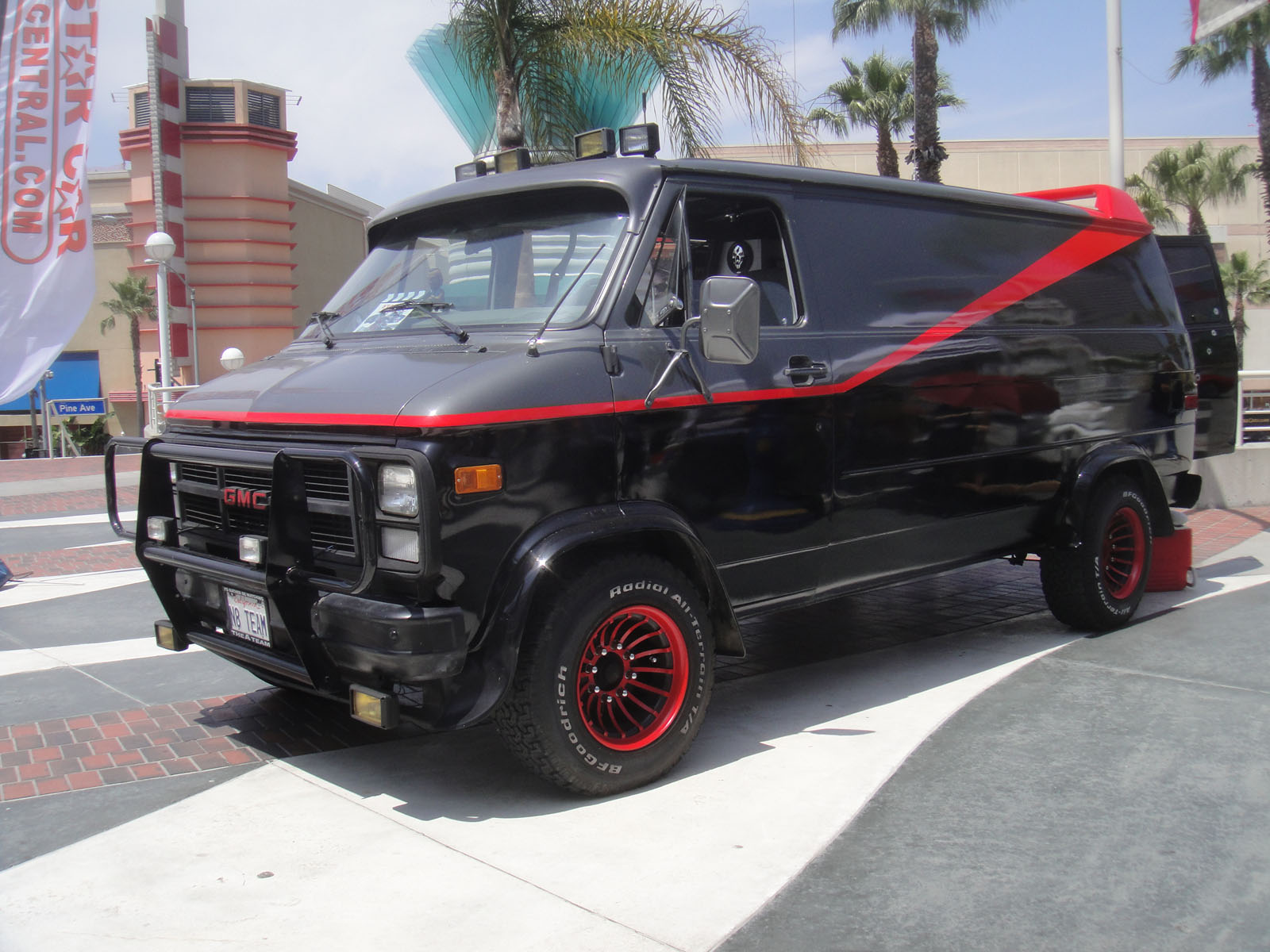
Aチームが使うワゴン車。GMC・バンデューラをベースとしている。

ジョン・スミス大佐率いるアメリカ陸軍特殊部隊群第5特殊部隊グループ所属のチーム三人組は、ベトナム戦争で大活躍。戦争末期の1972年に「軍資金を調達せよ」という極秘任務を受け、テト早朝、ハノイ銀行に押し入り一億ドルを奪い、非武装地帯を脱走する。
しかし帰還直後に司令部が爆破され、極秘任務を命じた当時の司令官モリソン大佐は戦死。戦地における略奪行為の罪で憲兵隊に逮捕され極秘任務だと主張するが、責任がない事を証明できずノースカロライナ州フォートブラッグ陸軍基地に収監されてしまう。しかし、彼らは軍事裁判の直前、得意のサバイバル技術で脱獄し、ロサンゼルス近郊に潜伏する。
脱走から10年後、地下に潜った3人と、彼ら分隊の支援を行っていた陸軍航空隊パイロットのマードック大尉は、“筋が通っていれば金次第で何でも引き受け、不可能も可能に変える命知らず。道理の通らない世間に敢えて挑み巨悪を討つ、神出鬼没の頼れる傭兵集団”「Aチーム」を結成。
老若男女を騙す詐欺師で、物資調達を担当する「フェイスマン」ことテンプルトン・アーサー・ペック。素行は悪いが、心優しき天才メカニックの「B.A.」ことボスコ・アルバート・バラカス。高難易度の操縦技術をこなす、空輸・追跡・支援を担当する「クレイジーモンキー」ことH・M・マードック。そして、彼らをまとめるリーダーで、変装の名人であり作戦立案・指示を担当する「ハンニバル」ことスミス。
彼らは、自分達の無実を証明出来る、当時の関係者探しをしながら、各地を転々として世直し活動を始めるのだった。

## 主な登場人物

### Aチーム
“ハンニバル”ジョン・スミス
役：ジョージ・ペパード
日本語吹き替え：羽佐間道夫
通称はカルタゴの将軍ハンニバル・バルカから名付けられた「ハンニバル」。
階級は大佐。Aチームのリーダー。主に作戦立案・指揮を担当。
ベトナム戦争時代からチームを率いる老練な指揮官。口に咥えた葉巻がトレードマーク。変装の名人を標榜しており、それを活かして敵組織への潜入や情報収集を行うことも多い。依頼人と面会する際は、その素性をたしかめるため、中国人の「ミスター・リー」を装うこともある。
奇襲戦法の名人で「作戦は奇を以ってよしとすべし」が口癖。時には窮地に陥ることもあるが、状況を利用し逆に敵を追い詰めるなど、柔軟で機転の利く才覚の持ち主。また一方で、格闘戦では歳を感じさせない活躍をする。
人懐っこく陽気な性格の持ち主だが、自身の素性を明かすことは稀でミステリアスな一面を持っている。
“フェイスマン”テンプルトン・アーサー・ペック
役：ダーク・ベネディクト、パイロット版のみティム・ダニガン
日本語吹き替え：安原義人、パイロット版のみ田中秀幸
階級は中尉。主に物資調達を担当。通称は「フェイス」と略されることもある。
口八丁手八丁であらゆる人格を演じる、文字通り甘いマスクの二枚目。女性を口説くことはもちろん、老若男女を騙す腕利きの詐欺師でもあり、いかなる状況でも必要な物資を即座に調達する。
プレイボーイ気質だが、それぞれかなり個性的なAチームの中で、唯一比較的常識思考の持ち主で、調子に乗りがちなハンニバルや、気性の荒いコング、奇行に走るマードックらを宥める場面が度々見られる。軟派なイメージが強いが格闘戦や銃器の扱いについては手馴れており、戦闘状態になると縦横無尽な活躍をする。
孤児院出身で、第93話に登場する、22の事件で起訴された犯罪者・A.J.バンクロフトを父親に持つ。肉親は他に実母のサマンサ、腹違いの妹にエレン・バンクロフト。ペックの幼名はリチャード・バンクロフト。実はエクアドルのサンタマリア孤児院に大学時代に将来を誓い合った恋人、修道女レスリー・ベクトールがいる。
“コング”ボスコ・アルバート・バラカス
役：ミスター・T
日本語吹き替え：飯塚昭三
原語では通称「B.A.」。ミドルネームと「Bad Attitude」のダブルミーニングで、後者は「素行不良」の意。
階級は軍曹（メンバー唯一の下士官なので、軍服の兵科章も特殊部隊の物ではない）。主に各種機器製作と修理を担当する、材料と工具さえ一式揃っていれば即席の装甲車や火炎放射器を造れてしまう天才メカニック。また、腕力と体格を生かし、格闘戦では無類の強さを誇る。モヒカン頭と全身に着けた金の装身具が特徴。牛乳が好き。Aチームが移動手段として使う黒地に赤いストライプの入った83年式GMC・バンデューラが愛車で、傷つけられたり盗まれると激怒する。
正義感が強い反面、プライドが高く礼儀とは無縁な性格。上官であるハンニバル達とも対等に接している。特に後述のマードックの奇行には手を焼いており、声を荒げることも多い。また、無礼な輩や悪党には立場が誰であろうが躊躇なく殴り飛ばす気骨の持ち主。。一方で心の優しい性格で、よく近所や現地の子供と遊んだり面倒をみたりしている。依頼人の苦境を知り、報酬に関わらず真っ先に引き受けるなどメンバーの中では随一の人情家。邪険に扱っているマードックが負傷した際は、親身に心配するなどメンバーとの絆は深い。
飛行機恐怖症で、パイロットであるマードックとはよく喧嘩になる。飛行機で移動する際、意識ある限り抵抗するため他のメンバーによって睡眠薬を注射されたり、後頭部を殴って気絶させられるなどして強引に現場へ空輸する描写がお約束。第1シーズンで飛行機内で目覚めて卒倒しかけ、なんとか克服したかに思われたが、その後も相変わらずだった。
血液型は非常に珍しいAB型のRh-で、偶然マードックと一緒だったため、彼から輸血されたことがある。
幼いころのあだ名は「スクーター」。ブルックリンに母親がいる。
“クレイジーモンキー”H・M・マードック
役：ドワイト・シュルツ
日本語吹き替え：富山敬
階級は大尉。主に空輸・追跡・支援を担当。アメリカ陸軍航空隊出身の才能と天分に恵まれた名パイロットで、翼が付いている航空機類であれば何でも飛ばすことが可能。単なる飛行から高度な曲技飛行まで易々とこなす。
H・Mは「Howling Mad」の略称で、「わめく狂人」の意。背中に虎と「DA NANG 1970」という文字が描かれたA-2風のフライトジャケット、黒い野球帽が特徴。
ベトナム戦争に起因する戦闘疲弊症を患っており、普段は退役軍人病院の精神科病棟に入院している。劇中、戦闘疲弊症に起因する奇行を繰り返しては、よくコングと喧嘩になる。しかし、時折核心を突く発言をして真面目な側面を見せるなどつかみ所が無い。作戦行動中においても、奇行はあれども機敏かつ的確に動く。ベトナム戦争時に他のAチームメンバーとは別の部隊に所属していたため、チームの中で唯一指名手配されていない。警察はAチームとの関係を疑っており、居場所も知られているが取り調べ中に奇行に及ぶなどしており、病人ということで拘留も出来ない。

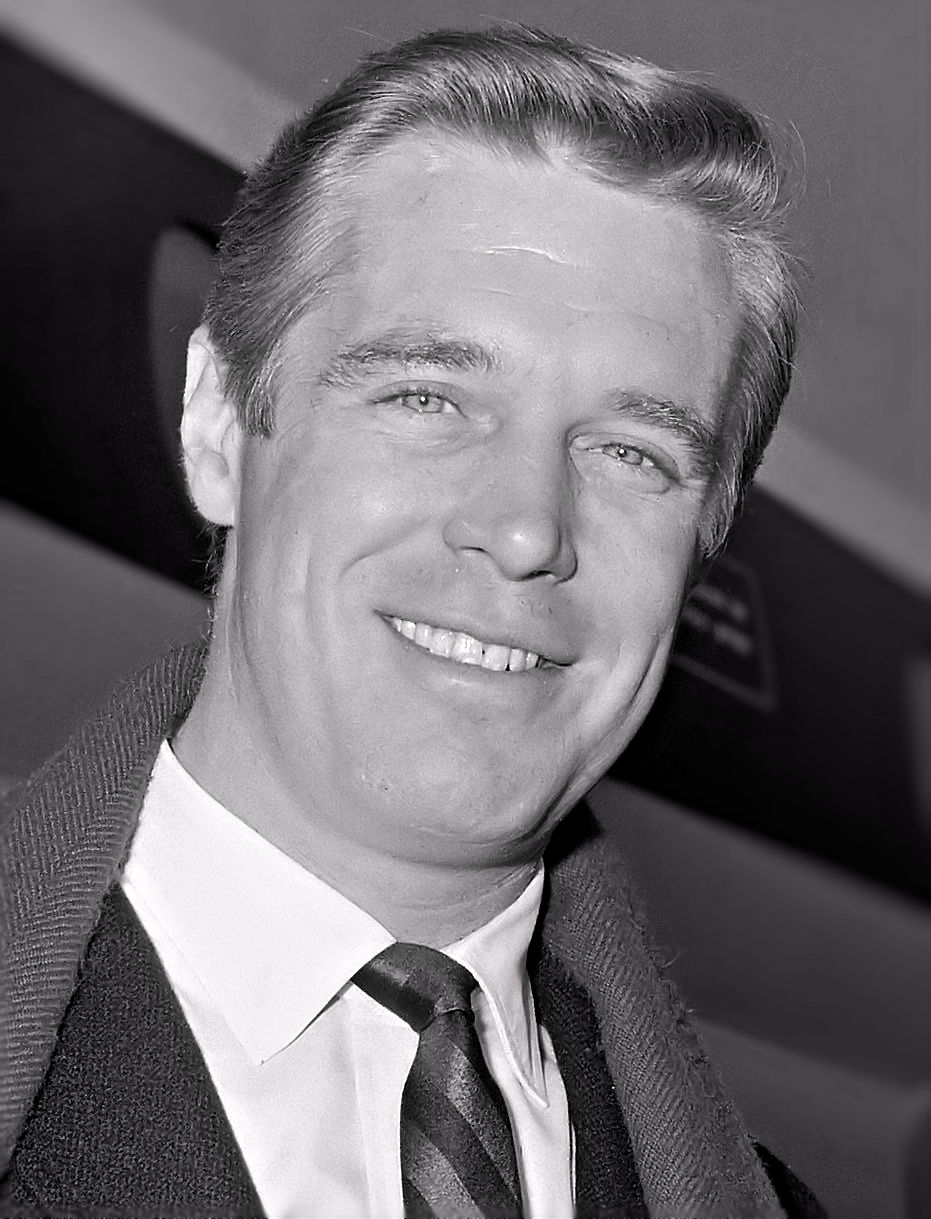
ジョージ・ペパード (1964)
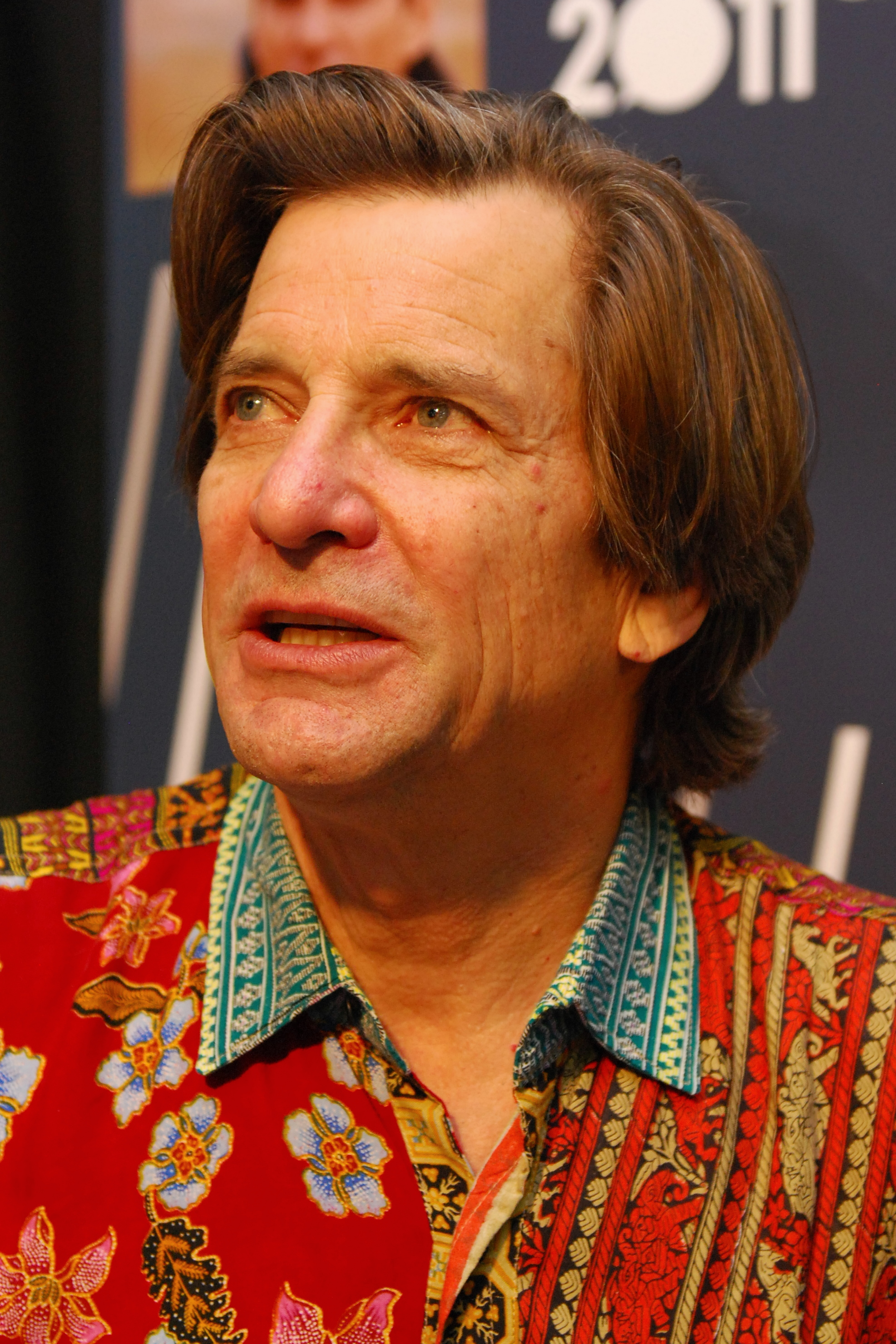
ダーク・ベネディクト (2011)
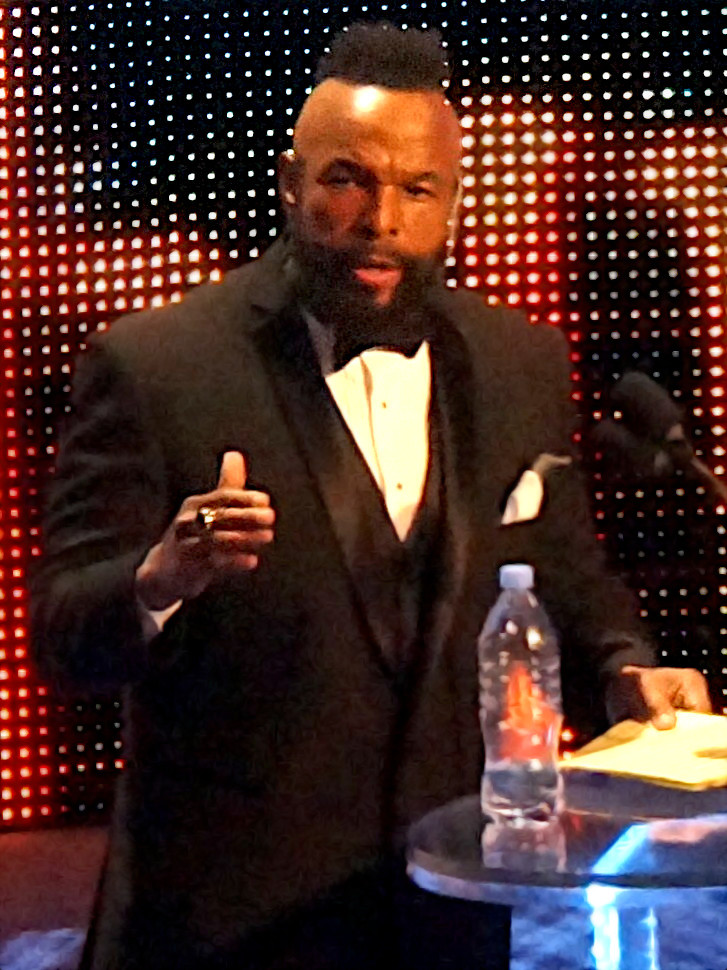
ミスター・T (2014)
ドワイト・シュルツ (1996)

### Aチームの協力者
“トリプルA”エミー・アマンダ・アレン
役：メリンダ・クレア
日本語吹き替え：小山茉美
通称「エンジェル」。
Aチームの「紅一点」。主に情報収集を担当。第1話でAチームに任務を依頼して以降仲間となり、第1シーズンから第2シーズン途中まで登場し、前口上にも参加している。
新聞記者で、普段はLAクーリア新聞社に勤務しており、チームの功績や引き受けた依頼によって、明るみに出た社会問題を特ダネ記事にしていた。
ターニャ・ベーカー
役：マリア・ヒーズリー
日本語吹き替え：高島雅羅
エミーの同僚。エミーが特ダネ記事の功績を称えられ、海外通信員に選ばれてジャカルタへ転勤した後、スクープ目当てに近づいてきた新聞記者。第2シーズンから、第3シーズンまで登場する。
チームに加わることを強く望んだが、彼女の身を案じたハンニバルに制止され、外側から彼らをサポートする立場となる。
女優のヒーズリーはシーズン2の「Bad Day On The Border (メキシコ国境空から殴り込み)」では冒頭の女子大生役で出演。
フランキー・サンタナ
役：エディ・ベレツ
日本語吹き替え：谷口節
映画の特殊効果マン。第5シーズンから登場する。もとはストックウェルが、親の治療費捻出をかたに潜り込ませたスパイだったが、処刑寸前の彼らをマードックとともに救い出した。以降、不本意ながら彼らと行動をともにするようになる。
フェイスと気の合うお調子者でムードメーカー的存在。

### MP
フランシス・リンチ
役：ウィリアム・ラッキング
日本語吹き替え：青野武
階級は「大佐」。ノースカロライナ州フォートブラッグ陸軍基地「司令」。
脱獄された恨みからAチームを執念深く追い回す。しかし、いつまで経っても彼らを逮捕できず、最終的に更迭される。しかしシーズン3の「偽Aチーム出現」で挽回のチャンスをもらい再登場した。
ロデリック・デッカー
役：ランス・レガルト
日本語吹き替え：仁内建之
階級は「大佐」。リンチの後釜として転属される。軍の上層部が昇進するのを阻止し邪魔な自分を後釜にしたと思いこみ、Aチームを捕える事に執念を燃やす。
ベトナム戦争中、ハンニバルと病院の爆破を巡って意見が衝突し、将校用の食堂で殴り合いになったことがある。冷静沈着で有能な人物だが、作戦完遂を急ぐ性格が災いして、ハンニバルの才能には及ばない。リンチ同様、彼らをいつまで経っても逮捕できず、責任を問われて更迭される。
クレイン
役：カール・フランクリン
日本語吹き替え：佐藤正治
階級は「大尉」。デッカーの右腕である。黒人。
ハーラン・フルブライト
役：ジャック・ギング
日本語吹き替え：中庸助
階級は「准将」。異名は「ブル(雄牛)」。
更迭されたデッカーに代わりAチームを追う強面の男。第4シーズン最終話でベトナムに残る我が子と再会するため、彼らに協力を要請する。我が子との再会後、ベトナムから脱出する際敵兵に撃たれ死亡する。
俳優のギングはフルブライト役に抜擢される前、2度にわたりAチームの敵役として出演していた。出演回はシーズン1の「A Small And Deadly War (殺し屋スワット集団死の銃撃戦)」とシーズン2の「Bad Day On The Border (メキシコ国境空から殴り込み)」を参照。

### ストックウェル側

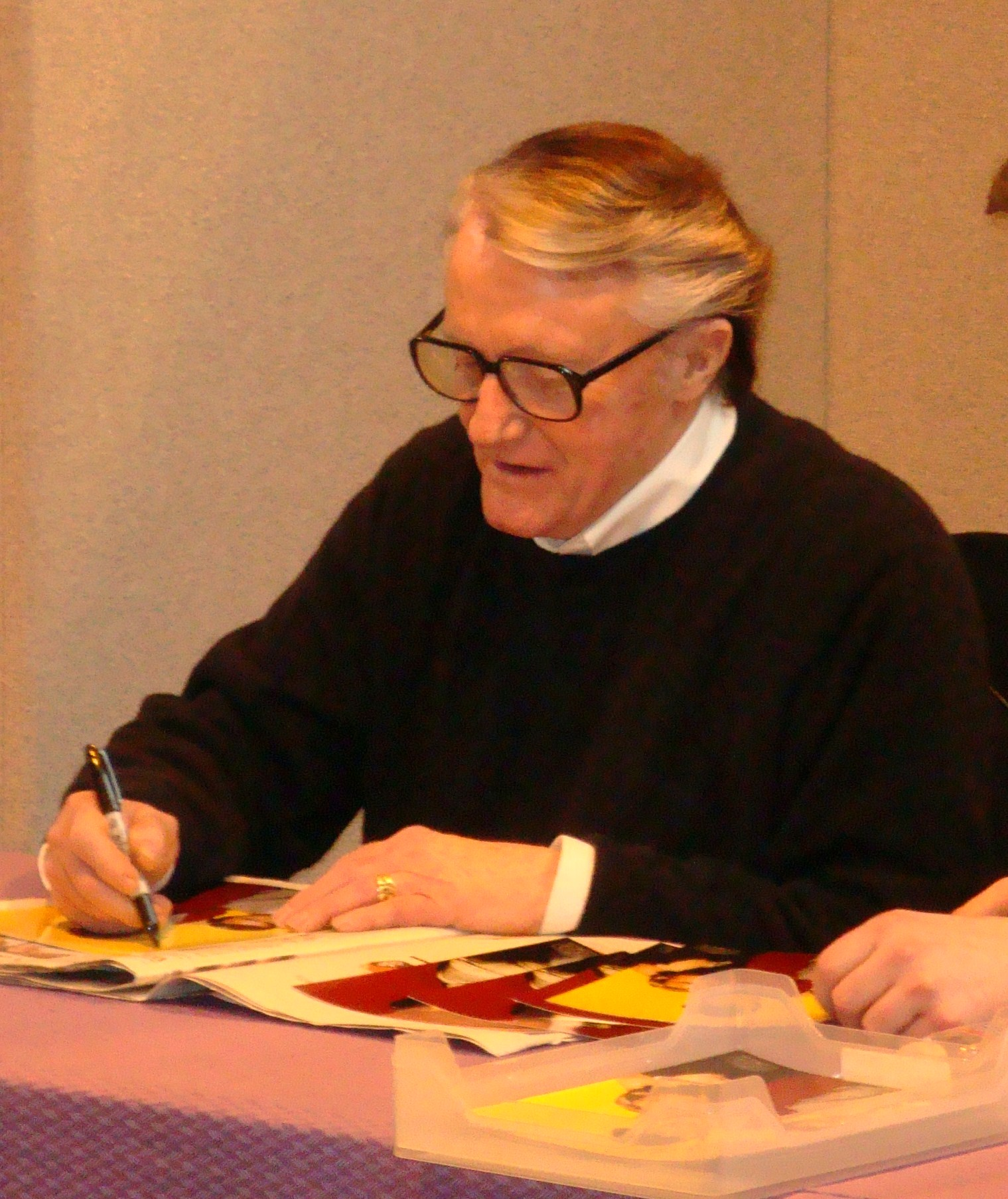
ロバート・ヴォーン (2009)

ハント・ストックウェル将軍
役：ロバート・ヴォーン
日本語吹き替え：小林修
世界中の要人からさまざまな仕事を請け負い、私設の特務機関で処理する退役将校。Aチームの技量を見込み、特赦させるよう軍に圧力をかける。その交換条件として彼らを組織に加入させる。
第5シーズンから登場。
カーラ
役：ジュディス・レッドフォード
日本語吹き替え：横尾まり
ストックウェルの秘書。第5シーズンから登場。クールな美女で、フェイスの誘いを毎度華麗にかわしている。

## サブタイトル（日本放送版）
地上波の再放送では2002年頃から#7「殺し屋スワット集団死の銃撃戦」、2007年頃から#55「危うし！ 天才画家モンキー」がフィルムの傷みがひどいとの理由で放送されないことがある。スーパー!ドラマTVで2008年6月10日から放送の特攻野郎Aチーム完全版(日本初放送時にカットされた部分を一部字幕にて補完)では、本国アメリカでのオリジナルのエピソード順で全エピソードを放送した。
- 2時間枠
- アカプルコ救出大作戦（最初の放送は「必殺！Aチーム 俺たち命知らずの仕置屋軍団・(秘)作戦！メキシコゲリラを壊滅せよ」、再放送から「(特攻野郎Aチーム）アカプルコ救出大作戦」）
- 必殺大西部作戦
- 大アマゾンの秘宝
- 地中海殴り込み大作戦
- 必殺！ 最後の大血戦
- 地獄島からの大脱出
- 1時間枠

- 第1話 活動開始！ 過激アクション軍団
- 第2話 暴走マッド軍団を撃滅せよ
- 第3話 ラスベガス麻薬組織壊滅作戦
- 第4話 遺産相続を狙う美女殺人計画
- 第5話 旅客機ハイジャック犯に捨て身の挑戦！
- 第6話 邪悪の神に魂を売った男
- 第7話 殺し屋スワット集団死の銃撃戦
- 第8話 暴力！ 略奪！ 監禁！ 極悪5人兄弟の逆襲
- 第9話 リンチされた男！ 空中救出大作戦
- 第10話 ニューヨーク大暴力団に宣戦布告
- 第11話 ウエストコースト大農園の危機
- 第12話 死の刑務所必死の脱出
- 第13話 ダイヤモンド鉱山 大争奪戦！
- 第14話 メキシコ国境空から殴り込み
- 第15話 緊急発進！ 恋人からのSOS
- 第16話 鉱泉大噴射で撃退せよ
- 第17話 作戦は奇を以ってよしとすべし
- 第18話 ド迫力！ キャベツ畑のカーチェイス
- 第19話 悪徳保安官 身代わり戦法でやっつけろ
- 第20話 大乱戦！ 海上の対決
- 第21話 激突！ タクシーキャブ大戦争
- 第22話 激闘！ 埋められた白骨体の謎
- 第23話 大空中戦！ 石油王暗殺を阻止せよ
- 第24話 タバコにご用心！ 密造酒大引火！
- 第25話 チャイナタウンの決闘
- 第26話 ベネズエラ国境麻薬争奪戦
- 第27話 爆走戦車で敵中突破！
- 第28話 バギーカー軍団さそりを撃退せよ
- 第29話 霊柩車には機関銃

- 第30話 ダム大爆破危機一髪！
- 第31話 大勝利！ ハンニバル式非暴力
- 第32話 絶体絶命！ モンキーのご臨終
- 第33話 復讐に賭ける殺し屋四人組
- 第34話 料理人 ハイウェイで悪を斬る
- 第35話 爆破・炎上 森林の対決！！
- 第36話 ロックギャルズの危機を救え
- 第37話 爆走消防車でMPを振り切れ
- 第38話 マイアミビーチは危険がいっぱい
- 第39話 湖畔の死闘ギャング対MP
- 第40話 偽Aチーム出現
- 第41話 南の楽園奪還指令
- 第42話 2大ギャング宿命の対決
- 第43話 自動車工場の腐敗をあばけ！！
- 第44話 トップモデルの危機を救え！
- 第45話 リバータウンの決闘
- 第46話 死者の復讐 棺桶大作戦
- 第47話 密猟組織を壊滅せよ！
- 第48話 ギャンブルトラック大暴走！
- 第49話 王女を連れてハーレム大脱走
- 第50話 大麻薬密輸団を潰せ！
- 第51話 モンキー誘拐事件
- 第52話 身代わりチャンピオン コング
- 第53話 手錠のまま大突撃！
- 第54話 人質ハンニバル決死の救出
- 第55話 危うし！ 天才画家モンキー
- 第56話 美人姉妹・悪徳商法に泣く
- 第57話 謎の殺人軍団と消えた死体
- 第58話 強奪・誘拐 カジノ大襲撃！

- 第59話 謎の女 南米大脱走
- 第60話 怪獣スター ハンニバル大暴れ！
- 第61話 シカゴ戦争 ママコング大活躍
- 第62話 国際戦争仕掛人を追え‼
- 第63話 ギャングに挑戦 激走カーレース
- 第64話 狙われた美人ロック歌手
- 第65話 巨大暗黒組織を粉砕せよ
- 第66話 掟破りの監獄ロック
- 第67話 間違えられたボーイ・ジョージ
- 第68話 怒りのコング大暴れ
- 第69話 迫る！ 首狩り将軍の魔の手
- 第70話 間違われた殺し屋モンキー
- 第71話 海底に眠る黄金の十字架大争奪戦
- 第72話 亡命バレリーナ裏切りの謎
- 第73話 悪漢退治！ 逆転大カーチェイス
- 第74話 激闘！ 西部を守る開拓魂
- 第75話 追いつめられた死地！ ベトナム
- 第76話 ベルリン死の脱出！
- 第77話 極悪非道の独裁者を倒せ！
- 第78話 ギャングに挑戦！ 美人レポーター
- 第79話 大量殺戮爆撃機の恐怖！
- 第80話 大銃撃戦！ 悪徳政治家を葬れ
- 第81話 絶望ハンニバル36時間の恐怖
- 第82話 白熱！ モンテカルロ スパイ戦
- 第83話 オー・ゴッド！ 南海の決死行
- 第84話 壮絶！ シルバーチーム大奮戦
- 第85話 メニューは暗殺アラカルト

## サブタイトル（アメリカ放送版）

### シーズン1
1983年1月 - 1983年6月、全14話。1・2話はパイロット版。
- 第1話 Mexican Slayride（前編）(初回のみ「必殺！ Aチーム」再放送からは「アカプルコ救出大作戦」)
- 第2話 Mexican Slayride（後編）(〃)
- 第3話 Children of Jamestown (邪悪の神に魂を売った男)
- 第4話 Pros and Cons (死の刑務所必死の脱出)
- 第5話 A Small And Deadly War (殺し屋スワット集団死の銃撃戦)
- 第6話 Black Day At Bad Rock (暴走マッド軍団を撃滅せよ)
- 第7話 The Rabbit Who Ate Las Vegas (ラスベガス麻薬組織壊滅作戦)
- 第8話 Holiday in the Hills (リンチされた男！ 空中救出大作戦)
- 第9話 The Out Of Towners (ニューヨーク大暴力団に宣戦布告)
- 第10話 West Coast Turnaround (ウエストコースト大農園の危機)
- 第11話 One More Time (活動開始！ 過激アクション軍団)
- 第12話 Till Death Do Us Part (遺産相続を狙う美女殺人計画)
- 第13話 The Beast from the Belly of a Boeing (旅客機ハイジャック犯に捨て身の挑戦！)
- 第14話 A Nice Place to Visit (暴力！ 略奪！ 監禁！ 極悪5人兄弟の逆襲)

### シーズン2
1983年9月 - 1984年6月、全23話。
- 第15話 Diamonds N' Dust (ダイヤモンド鉱山 大争奪戦！)
- 第16話 Recipe For Heavy Bread (作戦は奇を以ってよしとすべし)
- 第17話 The Only Church In Town (緊急発進！ 恋人からのSOS)
- 第18話 Bad Day On The Border (メキシコ国境空から殴り込み)
- 第19話 When You Coming Back,Range Rider? Part.1(必殺大西部作戦（前編）)
- 第20話 When You Coming Back,Range Rider? Part.2(必殺大西部作戦（後編）)
- 第21話 The Taxicab Wars (激突！ タクシーキャブ大戦争)
- 第22話 Labor Pains (ド迫力！ キャベツ畑のカーチェイス)
- 第23話 There's Always A Catch (大乱戦！ 海上の対決)
- 第24話 Water, Water Everywhere (鉱泉大噴射で撃退せよ)
- 第25話 Steel (激闘！ 埋められた白骨体の謎)
- 第26話 The White Ballot (悪徳保安官 身代わり戦法でやっつけろ)
- 第27話 The Maltese Cow (チャイナタウンの決闘)
- 第28話 In Plane Sight (ベネズエラ国境麻薬争奪戦)
- 第29話 The Battle Of Bel-Air (大空中戦！ 石油王暗殺を阻止せよ)
- 第30話 Say It With Bullets (爆走戦車で敵中突破！)
- 第31話 Pure-Dee Poison (タバコにご用心！密造酒大引火！)
- 第32話 It's A Desert Out There (バギーカー軍団サソリを撃退せよ！)
- 第33話 Chopping Spree (霊柩車には機関銃)
- 第34話 Harder Than It Looks (ダム大爆破危機一髪！)
- 第35話 Deadly Maneuvers (復讐に賭ける殺し屋四人組)
- 第36話 Semi-Friendly Persausion (大勝利！ ハンニバル式非暴力)
- 第37話 Curtain Call (絶体絶命！ モンキーのご臨終)

### シーズン3
1984年9月 - 1985年6月、全25話。
- 第38話 Bullets And Bikinis (マイアミビーチは危険がいっぱい)
- 第39話 The Bend In The River Part.1 (大アマゾンの秘宝（前編）)
- 第40話 The Bend In The River Part.2 (大アマゾンの秘宝（後編）)
- 第41話 Fire (爆走消防車でMPを振り切れ)
- 第42話 The Bells Of St Mary's(ロックギャルズの危機を救え)
- 第43話 Timber!(爆破・炎上 森林の対決！！)
- 第44話 Double Heat (2大ギャング宿命の対決)
- 第45話 Trouble On Wheels (自動車工場の腐敗をあばけ！！)
- 第46話 The Island (南の楽園奪還指令)
- 第47話 Showdown! (偽Aチーム出現)
- 第48話 Sheriffs Of Rivertown (リバータウンの決闘！)
- 第49話 Hot Styles (トップモデルの危機を救え！)
- 第50話 Breakout! (手錠のまま大突撃！)
- 第51話 Cup A' Joe (料理人 ハイウェイで悪を斬る)
- 第52話 The Big Squeeze (死者の復讐 棺桶大作戦)
- 第53話 Champ! (身代わりチャンピオン コング)
- 第54話 Skins (密猟組織を壊滅せよ！)
- 第55話 Road Games (ギャンブルトラック大暴走！)
- 第56話 Moving Targets (王女を連れてハーレム大脱走)
- 第57話 Knights Of The Road (大麻薬密輸団を潰せ！)
- 第58話 Waste 'Em (人質ハンニバル決死の救出！)
- 第59話 Bounty (モンキー誘拐事件)
- 第60話 Beverly Hills Assault (危うし！ 天才画家モンキー)
- 第61話 Trouble Brewing (美人姉妹・悪徳商法に泣く)
- 第62話 Incident At Crystal Lake (湖畔の死闘ギャング対MP)

### シーズン4
1985年9月 - 1986年6月、全23話。
- 第63話 Judgement Day Part.1(地中海殴り込み大作戦（前編）)
- 第64話 Judgement Day Part.2(地中海殴り込み大作戦（後編）)
- 第65話 Where Is The Monster When You Need Him? (国際戦争仕掛人を追え‼)
- 第66話 Blood, Sweat & Cheers (ギャングに挑戦 激走カーレース！)
- 第67話 Lease With An Option To Die (シカゴ戦争 ママコング大活躍)
- 第68話 The Road To Hope (謎の殺人軍団と消えた死体)
- 第69話 The Heart Of Rock 'N' Roll (掟破りの監獄ロック)
- 第70話 Body Slam (必殺！ 最後の大血戦 ※日本では第83話と同時放映)
- 第71話 Mind Games (迫る！ 首狩り将軍の魔の手)
- 第72話 There Goes The Neighborhood (狙われた美人ロック歌手)
- 第73話 The Doctor Is Out(謎の女 南米大脱走)
- 第74話 Uncle Buckle-Up (怪獣スター ハンニバル大暴れ！)
- 第75話 Wheel of Fortune (強奪・誘拐 カジノ大襲撃！)
- 第76話 The A-Team is Coming, The A-Team is Coming (亡命バレリーナ裏切りの謎)
- 第77話 Members Only (悪漢退治！ 逆転大カーチェイス)
- 第78話 Cowboy George (間違えられたボーイ・ジョージ)
- 第79話 Waiting For Insane Wayne (間違われた殺し屋モンキー)
- 第80話 The Duke Of Whispering Pines (怒りのコング大暴れ)
- 第81話 Beneath the Surface (海底に眠る黄金の十字架大争奪戦)
- 第82話 Mission Of Peace (激闘！ 西部を守る開拓魂)
- 第83話 The Trouble With Harry (必殺！ 最後の大血戦 ※日本では第70話と同時放映)
- 第84話 A Little Town with an Accent (巨大暗黒組織を粉砕せよ)
- 第85話 The Sound of Thunder (追いつめられた死地！ ベトナム)

### シーズン5
1986年9月 - 1987年3月、全13話。
- 第86話 Dishpan Man (地獄島からの大脱出（前編）)
- 第87話 Trial By Fire (地獄島からの大脱出（中編）)
- 第88話 Firing Line (地獄島からの大脱出（後編）)
- 第89話 Quarterback Sneak (ベルリン死の脱出！)
- 第90話 The Theory of Revolution (極悪非道の独裁者を倒せ！)
- 第91話 The Say Uncle Affair (大量殺戮爆撃機の恐怖！)
- 第92話 Alive at Five (ギャングに挑戦！ 美人レポーター)
- 第93話 Family Reunion (大銃撃戦！ 悪徳政治家を葬れ)
- 第94話 The Crystal Skull (オー・ゴッド！ 南海の決死行)
- 第95話 The Spy Who Mugged Me (白熱！ モンテカルロ スパイ戦)
- 第96話 The Point of No Return (絶望ハンニバル36時間の恐怖！)
- 第97話 The Grey Team (壮絶！ シルバーチーム大奮戦)
- 第98話 Without Reservations (メニューは暗殺アラカルト)

## スタッフ
- 製作総指揮：スティーブン・J・キャネル、フランク・ルポ
- 音楽：マイク・ポスト、ピート・カーペンター
- 製作：スティーブン・J・キャネル・プロダクションズ、ユニバーサルテレビジョン
- 放映局：米国NBC

### 日本語版スタッフ
- 制作：東北新社
- 演出：佐藤敏夫（パイロット版）→伊達康将
- 翻訳：木原たけし（パイロット版）→岩本令
- 調整：熊倉亨
- テレビ朝日プロデューサー：山田ゆみ子

## Aチームの銃器
プロデューサーのアーロン・スペリングは、製作費を節約するため劇中で使用する銃の種類を減らすよう指示をした。そこでシーズン1の終わり頃からAチームの専用の銃としてスターム・ルガー AC-556を常備するようになった。
メンテナンスが容易なステンレス製、折り畳みストックとニッケルメッキの30連(時折40連)弾倉を装備。信頼性が非常に高い自動小銃である。普段はB.A.バラカスのバンの後部に収納されている。
撮影に使われたのは軍用のAC-556ではなく、民間向けに販売されたセミオート仕様のスターム・ルガー ミニ14だった。セミオートライフルは当時の全米銃器法が定める「タイトルⅠ」のカテゴリーに属し、銃器が州境を越える際に面倒な手続きを必要としないため、カリフォルニア州外のロケが多くなったシーズン2では必須の条件であった。そのため発砲シーンは俳優が引き金を素早く操作し、フルオートの発砲音を被せてそれらしく演出している。またマズルフラッシュが視覚的に映えるように社外品のフラッシュハイダーに換えてある。